# سمك حمري كوسويغي
سمك حمري كوسويغي (بالإنجليزية: kisslip himri)‏ أو (بالإنجليزية: Kosswig's barb)‏ (الاسم العلمي: Carasobarbus kosswigi) هو نوع من شبوطيات الأسماك من جنس الاسماك ذوات الحساسات Carasobarbus التي يتم العثور عليها في نظام نهري دجلة والفرات في إيران وتركيا. وصفت في الأصل باسم Cyclocheilichthys kosswigi.